# Energía en Hawái

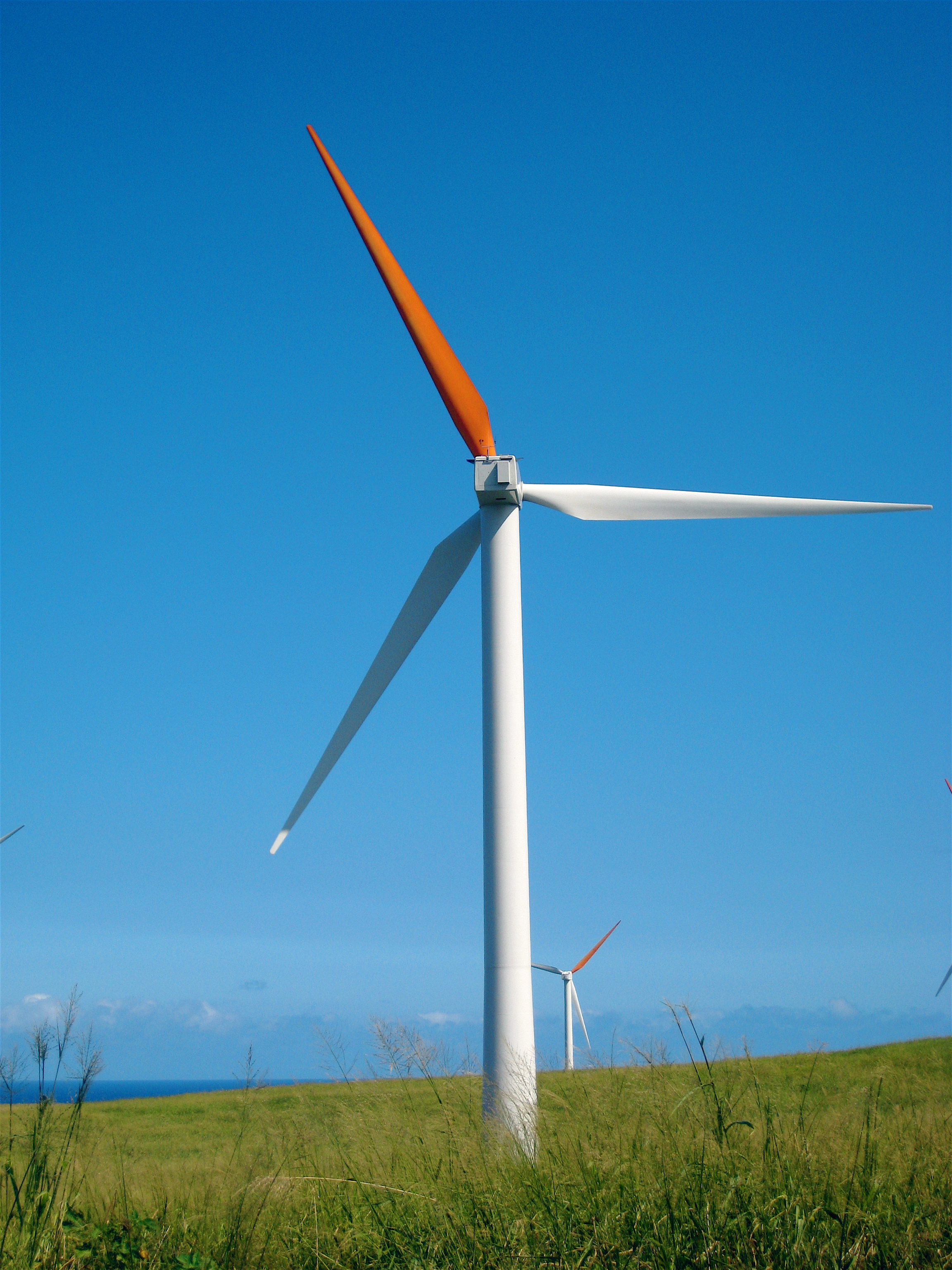
Parque eólico Hawi cerca de Hāwī, Hawai'i, la Isla Grande. El parque eólico cuenta con 16 aerogeneradores Vestas V47-660 kW para una capacidad total de placa de 10,56 MW

La producción de energía en Hawái es un tema difícil debido a la ubicación aislada de las islas y la falta de recursos locales. El estado depende en gran medida de las importaciones de petróleo y carbón para obtener energía, aunque las iniciativas recientes han aumentado el uso de recursos alternativos. Hawái es el estado con la mayor proporción de uso de petróleo en los Estados Unidos, con aproximadamente el 62% de la electricidad proveniente del petróleo en 2017. A partir de 2016, el 26.6% de la electricidad proviene de fuentes renovables.
Hawái tiene los precios de la electricidad más caros en los Estados Unidos. En 2016, el costo promedio de la electricidad fue de $ 0.24 por kilovatio-hora, con el siguiente estado más alto en Alaska con $ 0.19. El promedio en los Estados Unidos fue de $ 0.10 por kilovatio-hora en todos los sectores.

## Consumo
El consumo de energía primaria de Hawái está dominado por el petróleo, que representó el 85.0% de la energía primaria en 2008. Esto es inferior al 99.7% en 1960. Otras fuentes en 2008 incluyeron el carbón (7.1%) y la energía renovable (7.8%). En 2008, las fuentes de energía renovable fueron:
- 4.0% de biomasa (por debajo del 8.7% en 1989)
- 1.7% de energía geotérmica
- 0.3% de hidroelectricidad
- 0.9% de energía solar
- 0,8% de energía eólica

Las fuentes renovables proporcionaron el 10,5% del total de la energía eléctrica en 2010. Hawái ocupó el tercer lugar entre los estados de EE. UU. en energía geotérmica y el séptimo en energía solar distribuida. La participación de la energía renovable en la generación de electricidad aumentó a 26.6% en 2016, siendo los mayores contribuyentes la energía solar, eólica y biomasa.
Un proyecto de «Hawái Gas» aportaría gas natural licuado en cargas del tamaño de contenedores en 2015 y en cargas de buques para 2019. Este gas se usaría para la operación de gas natural sintético de «Hawái Gas» y también podría usarse para la generación eléctrica.

## Apoyo gubernamental a las energías renovables

### Legislación
La gobernadora de Hawái, Linda Lingle, ha aprobado una serie de proyectos de ley relacionados con la energía para abordar el cambio climático y promover la producción local de energía renovable. La historia de firma del proyecto de ley de energía del gobernador comenzó a fines de abril de 2008 con la aprobación del proyecto de ley 2502 de la Cámara de Representantes, que permite que las instalaciones de energía solar se ubiquen en tierras agrícolas menos productivas, seguido a fines de mayo por la aprobación del proyecto de ley HB 3179, que facilita a los productores de biocombustibles el arrendamiento de tierras estatales. En el mismo período, el gobernador aprobó los proyectos SB 2034, SB 3190 y HB 2168, que autorizan la emisión de bonos para fines especiales para ayudar a financiar una instalación de  energía de las olas de 2,7 megavatios frente a la costa de Maui, una instalación de energía solar en Oahu, e instalaciones de generación y conversión de hidrógeno en el Laboratorio de Energía Natural de la Autoridad de Hawái, ubicado en la isla de Hawái.
Los calentadores de agua solares han sido por mucho tiempo un aparato común con una ley del 2010 que los requiere en construcciones nuevas. El proyecto de ley 644 del Senado, aprobado el 26 de junio de 2008, prohíbe la emisión de permisos de construcción para nuevas viviendas sin calentadores de agua solares a partir de 2010. El proyecto de ley excluye las viviendas ubicadas en zonas con escasos recursos de energía solar, las viviendas que utilizan otras fuentes de energía renovable y las viviendas que emplean calentadores de agua a gas a pedido. El proyecto de ley también elimina los créditos fiscales por energía solar térmica para esos hogares.
El 6 de junio de 2008, el gobernador aprobó el SB 988, que permite a la Comisión de Servicios Públicos de Hawái establecer un reembolso para los sistemas eléctricos solares fotovoltaicos, y el HB 2550, que fomenta la medición neta para los clientes residenciales y pequeños comerciales.
El 1 de julio de 2008, el gobernador aprobó las tres últimas facturas de energía, incluyendo la HB 2863, que proporciona permisos simplificados para nuevas instalaciones de energía renovable de al menos 200 megavatios de capacidad. HB 2505 crea un facilitador de energía renovable a tiempo completo para ayudar al estado a acelerar esos permisos, mientras que un tercer proyecto de ley, HB 2261, proporcionará préstamos de hasta $ 1.5 millones y hasta el 85% del costo de los proyectos de energía renovable en granjas e instalaciones acuícolas.

### Iniciativa de Energía Limpia de Hawái
El 28 de enero de 2008, el Estado de Hawái y el Departamento de Energía de los Estados Unidos firmaron un memorando de entendimiento y anunciaron la Iniciativa de Energía Limpia de Hawái, que tiene como objetivo utilizar recursos renovables como el viento, el sol, el océano, la energía geotérmica y la bioenergía para abastecer el 70% o más de las necesidades energéticas de Hawái para el año 2030 y reducir la dependencia del estado del petróleo importado.
Los esfuerzos de la Iniciativa se centrarán en trabajar con socios públicos y privados en varios proyectos de energía limpia en todo el estado, que incluían el diseño de enfoques rentables para el uso del 100% de energía renovable en las islas más pequeñas, el diseño de sistemas para mejorar la estabilidad de las redes eléctricas que operan con fuentes de generación variables tales como las plantas de energía eólica en la Isla de Hawái y Maui, y la ampliación de la capacidad de Hawái para utilizar los cultivos locales como subproductos para la producción de combustible y electricidad. Se ha propuesto un cable de energía interinsular para equilibrar las redes actualmente separadas. An inter-island power cable has been proposed as a way of balancing the grids which are currently separated. Con un cable interinsular, el proyecto propuesto de almacenamiento por bombeo del Lanai captaría la energía eólica intermitente y generaría energía bajo demanda.
Los socios incluían el Departamento de Energía de los Estados Unidos - EERE, el estado de Hawái, Hawaiian Electric Company, Phoenix Motorcars y Better Place.

### Laboratorio de Energía Natural de la Autoridad de Hawái
El Laboratorio de Energía Natural de la Autoridad de Hawái es un sitio de pruebas para métodos experimentales de generación de energía renovable y plantas piloto para ellos. Construido originalmente para probar la conversión de energía térmica oceánica (OTEC), más tarde añadió la investigación sobre otros usos sostenibles de fuentes de energía naturales como la acuicultura, el biocombustible a partir de algas, la energía solar térmica, la energía solar de concentración y la energía eólica.

## Uso de la energía por sectores

### Transporte
Una transición de vehículos de combustibles fósiles a vehículos eléctricos permitiría que las necesidades de transporte de Hawái fueran alimentadas con electricidad generada a partir de energía renovable y con biocombustibles.
La producción de combustible de etanol en Hawái basada en campos de caña de azúcar en barbecho y algas ha sido propuesta, pero los esfuerzos no han tenido éxito debido a los precios volátiles tanto del petróleo como del etanol. El estado requiere un 10% de etanol (E10) en el combustible automotriz.
La red de Tránsito Ferroviario de Honolulu, que se espera que entre en operación a finales de 2020, será operada por trenes eléctricos autónomos.

## Electricidad

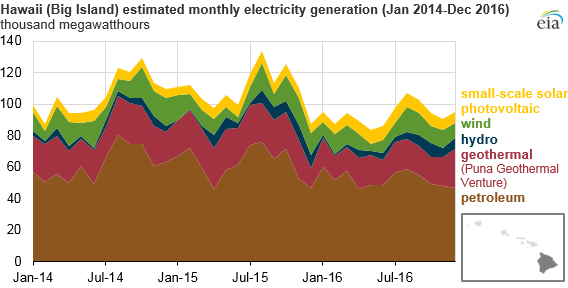
Fuentes de electricidad en la isla grande

El 95% de la población de Hawái es abastecida por  Industrias eléctricas hawaianas. La isla de Kauai es la única isla del estado que no es abastecida por las IES. En cambio, la Cooperativa de Servicios Públicos de la Isla de Kauai, propiedad de los consumidores, administra la electricidad de esa isla. A partir de 2018, la capacidad total despachable es de 1727 MW, y la capacidad de generación intermitente es de 588 MW.  
Las islas carecen de una red global, ya que no hay cables submarinos.

### Petróleo
La mayor parte de la electricidad en Hawái se produce a partir del petróleo.

### Energía solar
La energía solar en Hawái creció rápidamente a medida que los precios de los  paneles fotovoltaicos bajaron, poniendo la generación de energía doméstica por debajo del costo de la electricidad comprada. En 2013, Hawái era el segundo estado en energía solar per cápita después de Arizona y cerca del 10% de los clientes de Oahu tenían paneles solares. Existen varios huertos solares a escala de utilidad junto con la generación distribuida en el hogar. En 2016 el estado tenía un total de 674 MW de capacidad.
La isla de Kauai tiene abundante energía solar, y se están instalando baterías para permitir que la energía se utilice durante la noche.

### Energía eólica

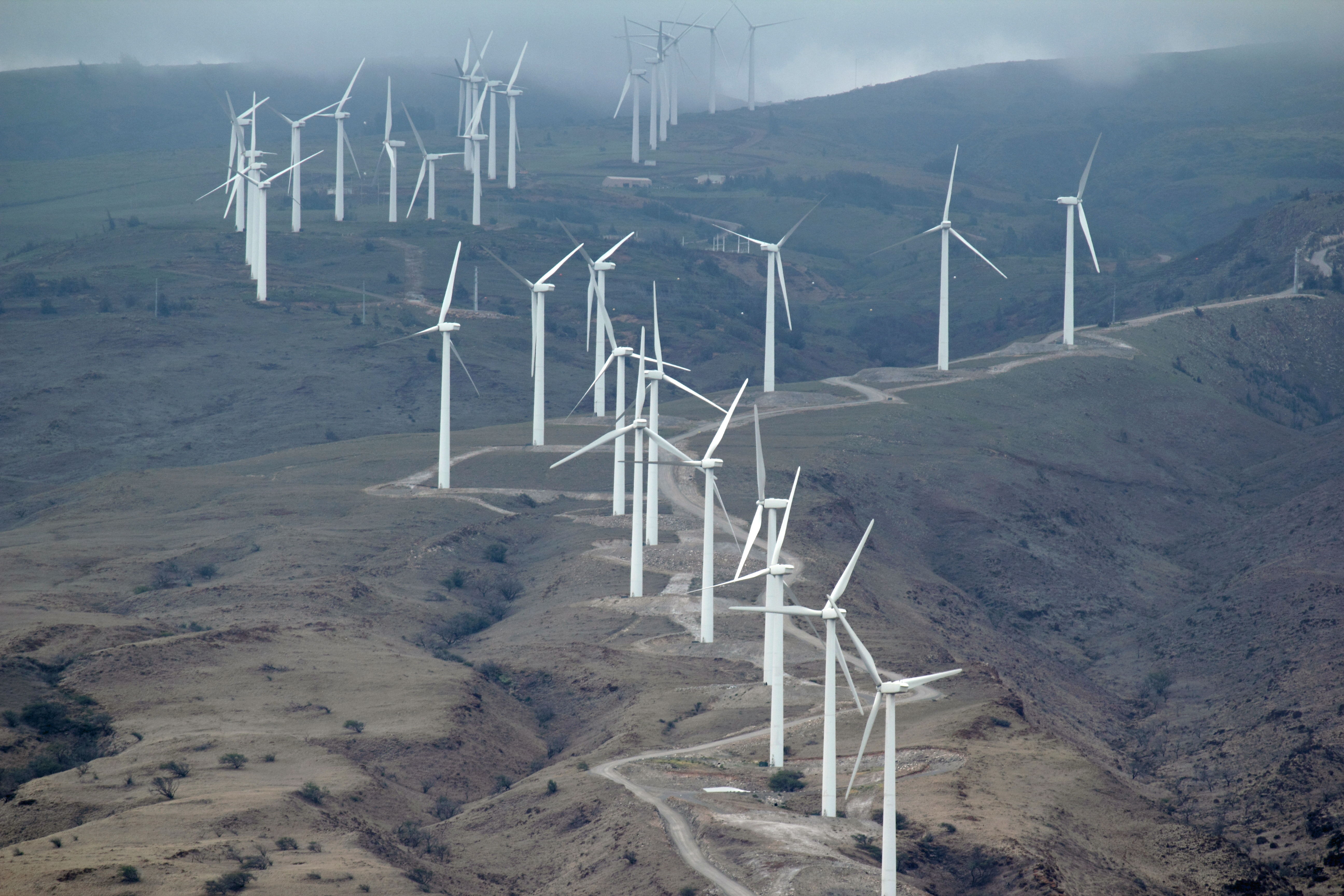
Kaheawa Energía Eólica

La energía eólica en Hawái tiene el potencial de proporcionar toda la electricidad utilizada en el estado estadounidense de Hawái. Los 114 aerogeneradores comerciales del estado tienen una capacidad total de 206 MW. En 2013, produjeron el 5,1% de la electricidad de Hawái En 2012, Hawái generó 367 millones de kWh de energía eólica.
Hawái comenzó a investigar sobre la energía eólica a mediados de los años 80 con una turbina de 340 kW en Maui, el parque eólico de 2,3 MW de Lalamilo Wells en Oahu y el parque eólico de Kamaoa de 9 MW en la Isla Grande de Hawái. El MOD-5B, un aerogenerador de 3,2 MW, en Oahu era el mayor del mundo en 1987. Estos primeros ejemplos estaban todos fuera de servicio en 2010.

### Biomasa
Hawái tiene varias plantas eléctricas de biomasa, incluyendo la Planta de Energía de Emergencia del Aeropuerto Internacional de Honolulu de 10 MW, la Planta de Biomasa para Energía Agrícola Verde de 6.7 MW en Kauai, y el Proyecto de Energía de Residuos de Honua de 6.6 MW en Oahu. Se espera que la planta Hu Honua de 21,5 MW esté en línea en 2016. Wärtsilä está vendiendo un sistema de 50 MW a Hawái Electric que se instalará en la base militar de Schofield Barracks en Oahu para 2017. La planta puede funcionar con una variedad de combustibles sólidos o gaseosos, incluida la biomasa.

### Carbón
Hawái ha prohibido nuevas plantas de carbón más allá de la única planta de carbón en operación en el estado,  Planta de energía AES Hawái, que genera 180 MWe.

### Energía de las olas
La Marina de los Estados Unidos y la Universidad de Hawái operan un sitio de pruebas de energía de las olas en la Bahía de Kaneohe.

### Geotérmica
El emprendimiento geotérmico de Puna fue construido en la isla de Hawái entre 1989 y 1993. Funcionó hasta mayo de 2018, cuando se cerró debido a la erupción de la parte baja del Puna en 2018.

### Combustible de algas
Cellana produce aceite de algas en un sitio de investigación de 2,5 hectáreas (6,2 acres) en Kailua-Kona, en la isla de Hawái. Las microalgas tienen un potencial significativo como cultivo energético, con niveles de producción de aceite por acre que superan con creces los niveles encontrados en los cultivos de aceite vegetal. Cellana (anteriormente llamada HR BioPetroleum) trabajó con Royal Dutch Shell en una instalación piloto para cultivar algas en terrenos arrendados al Natural Energy Laboratory of Hawái Authority, que está situado en la costa oeste de la isla de Hawái.